# Belgische kampioenschappen atletiek 2012
In 2012 werden de Belgische kampioenschappen atletiek Alle Categorieën op zaterdag 16 en zondag 17 juni gehouden in het Koning Boudewijnstadion te Brussel.
Tijdens deze kampioenschappen werden drie Belgische records verbeterd. Kevin Borlée liep in de series van de 400 m naar een tijd van 44,56 s, een verbetering van het record van broer Jonathan met 0,15 seconden, bovendien de tot dan op twee na beste wereldjaarprestatie. Anne Zagré verbeterde het record op de 100 m horden in een rechtstreekse confrontatie met recordhoudster Eline Berings tot 12,92 s, een verbetering van de tijd van Berings met 0,02 seconden. Jolien Boumkwo ten slotte gooide de hamer naar 58,67 m, 20 centimeter verder dan haar eigen nationale record van een maand eerder.
De 10.000 m voor mannen en vrouwen vond plaats op zaterdag 5 mei in La Louvière, het hamerslingeren op 17 juni in Nijvel. De 3000 m steeple voor vrouwen vond op 3 augustus plaats in Naimette-Xhovémont.

## Uitslagen

### 100 m
| rang   | atleet             | prestatie |
| ------ | ------------------ | --------- |
| Goud   | Julien Watrin      | 10,47 s   |
| Zilver | Damien Broothaerts | 10,53 s   |
| Brons  | Chamberry Muaka    | 10,88 s   |

| rang   | atlete        | prestatie |
| ------ | ------------- | --------- |
| Goud   | Anne Zagré    | 11,42 s   |
| Zilver | Olivia Borlée | 11,55 s   |
| Brons  | Hanne Claes   | 11,58 s   |

### 200 m
| rang   | atleet          | prestatie |
| ------ | --------------- | --------- |
| Goud   | Jonathan Borlée | 20,32 s   |
| Zilver | Julien Watrin   | 20,90 s   |
| Brons  | Lars Herreman   | 21,38 s   |

| rang   | atlete        | prestatie |
| ------ | ------------- | --------- |
| Goud   | Hanne Claes   | 23,33 s   |
| Zilver | Olivia Borlée | 23,34 s   |
| Brons  | Hanna Mariën  | 23,37 s   |

### 400 m
| rang   | atleet          | prestatie |
| ------ | --------------- | --------- |
| Goud   | Kevin Borlée    | 44,63 s   |
| Zilver | Antoine Gillet  | 46,03 s   |
| Brons  | Jente Bouckaert | 46,25 s   |

| rang   | atlete          | prestatie |
| ------ | --------------- | --------- |
| Goud   | Sofie Daelemans | 55,26 s   |
| Zilver | Lyndsy Cosyns   | 55,53 s   |
| Brons  | Isaura Rossaert | 56,70 s   |

### 800 m
| rang   | atleet                | prestatie |
| ------ | --------------------- | --------- |
| Goud   | Pierre-Antoine Balhan | 1.51,43   |
| Zilver | Joren Bouckaert       | 1.52,26   |
| Brons  | Joachim Cardillo      | 1.52,54   |

| rang   | atlete            | prestatie |
| ------ | ----------------- | --------- |
| Goud   | Mariska Parewyck  | 2.10,50   |
| Zilver | Charlotte Debroux | 2.10,63   |
| Brons  | Sara Segers       | 2.12,71   |

### 1500 m
| rang   | atleet               | prestatie |
| ------ | -------------------- | --------- |
| Goud   | Kristof Van Malderen | 3.45,67   |
| Zilver | Ali Hamdi            | 3.46,14   |
| Brons  | Geoffrey Marrion     | 3.48,52   |

| rang   | atlete                  | prestatie |
| ------ | ----------------------- | --------- |
| Goud   | Veerle Dejaeghere       | 4.21,42   |
| Zilver | Rosemary Mbenya Kithusi | 4.23,30   |
| Brons  | Natalie Ameloot         | 4.30,02   |

### 5000 m
| rang   | atleet             | prestatie |
| ------ | ------------------ | --------- |
| Goud   | Mats Lunders       | 13.58,02  |
| Zilver | Jean Pierre Weerts | 14.00,97  |
| Brons  | Maarten Van Steen  | 14.16,69  |

| rang   | atlete              | prestatie |
| ------ | ------------------- | --------- |
| Goud   | Veerle Van linden   | 16.16,36  |
| Zilver | Selien De Schrijder | 16.22,60  |
| Brons  | Nathalie Loubele    | 16.48,20  |

### 10.000 m[1]
| rang   | atleet               | prestatie |
| ------ | -------------------- | --------- |
| Goud   | Michael Brandenbourg | 29.26,22  |
| Zilver | Mats Lunders         | 29.27,99  |
| Brons  | Maarten Van Steen    | 29.29,78  |

| rang   | atlete                 | prestatie |
| ------ | ---------------------- | --------- |
| Goud   | Ferahiwat Gamachu Tulu | 35.25,60  |
| Zilver | Els Rens               | 36.11,22  |
| Brons  | Evelin Van Havere      | 36.18,82  |

### 110 m horden/100 m horden
| rang   | atleet             | prestatie |
| ------ | ------------------ | --------- |
| Goud   | Adrien Deghelt     | 13,64 s   |
| Zilver | Damien Broothaerts | 13,73 s   |
| Brons  | Quentin Ruffacq    | 14,07 s   |

| rang   | atlete          | prestatie |
| ------ | --------------- | --------- |
| Goud   | Anne Zagré      | 12,92 s   |
| Zilver | Eline Berings   | 12,95 s   |
| Brons  | Elisabeth Davin | 13,54 s   |

### 400 m horden
| rang   | atleet           | prestatie |
| ------ | ---------------- | --------- |
| Goud   | Michaël Bultheel | 49,60 s   |
| Zilver | Tim Rummens      | 50,91 s   |
| Brons  | Jori Stroobants  | 51,76 s   |

| rang   | atlete          | prestatie |
| ------ | --------------- | --------- |
| Goud   | Axelle Dauwens  | 57,22 s   |
| Zilver | Eva Duinslaeger | 60,76 s   |
| Brons  | Katrijn Boone   | 61,64 s   |

### 3000 m steeple[2]
| rang   | atleet             | prestatie |
| ------ | ------------------ | --------- |
| Goud   | Krijn Van Koolwijk | 8.48,90   |
| Zilver | Jonathan Dekeyser  | 9.04,90   |
| Brons  | Bert Misplon       | 9.06,11   |

| rang   | atlete               | prestatie |
| ------ | -------------------- | --------- |
| Goud   | Veerle Dejaeghere    | 10.11,39  |
| Zilver | Claire Michel        | 10.18,98  |
| Brons  | Anne-Sophie Maréchal | 10.52,13  |

### Verspringen
| rang   | atleet              | prestatie |
| ------ | ------------------- | --------- |
| Goud   | Nicolas Stempnick   | 7,65 m    |
| Zilver | Cedric Nolf         | 7,51 m    |
| Brons  | Mathias Broothaerts | 7,46 m    |

| rang   | atlete           | prestatie |
| ------ | ---------------- | --------- |
| Goud   | Jesse Vercruysse | 5,99 m    |
| Zilver | Els De Wael      | 5,99 m    |
| Brons  | Wendy Van Leuven | 5,92 m    |

### Hink-stap-springen
| rang   | atleet            | prestatie |
| ------ | ----------------- | --------- |
| Goud   | Leopold Kapata    | 15,45m    |
| Zilver | Solomon Commey    | 14,88 m   |
| Brons  | Corentin Campener | 14,30 m   |

| rang   | atlete            | prestatie |
| ------ | ----------------- | --------- |
| Goud   | Sietske Lenchant  | 13,02 m   |
| Zilver | Anne Claes        | 12,62 m   |
| Brons  | Jolien Van Brempt | 12,51 m   |

### Hoogspringen
| rang   | atleet             | prestatie |
| ------ | ------------------ | --------- |
| Goud   | Bram Ghuys         | 2,07 m    |
| Zilver | Arne Peeters       | 2,04 m    |
| Brons  | Alexander Beeldens | 2,01 m    |

| rang   | atlete              | prestatie |
| ------ | ------------------- | --------- |
| Goud   | Hannelore Desmet    | 1,86 m    |
| Zilver | Hanne Van Hessche   | 1,82 m    |
| Brons  | Marjolein Lindemans | 1,77 m    |

### Polsstokhoogspringen
| rang   | atleet            | prestatie |
| ------ | ----------------- | --------- |
| Goud   | Sébastien Hoffelt | 5,10 m    |
| Zilver | Jonas De Meyer    | 5,00 m    |
| Brons  | François Gourmet  | 4,90 m    |

| rang   | atlete          | prestatie |
| ------ | --------------- | --------- |
| Goud   | Chloé Henry     | 4,20 m    |
| Zilver | Aurelie De Ryck | 4,15 m    |
| Brons  | Elien De Vocht  | 3,80 m    |

### Kogelstoten
| rang   | atleet            | prestatie |
| ------ | ----------------- | --------- |
| Goud   | Richard Revyn     | 16,76 m   |
| Zilver | Jurgen Verbrugghe | 16,14 m   |
| Brons  | Ben Gettemans     | 15,63 m   |

| rang   | atlete               | prestatie |
| ------ | -------------------- | --------- |
| Goud   | Catherine Timmermans | 15,23 m   |
| Zilver | Jolien Boumkwo       | 14,62 m   |
| Brons  | Sophie Verlinden     | 13,61 m   |

### Discuswerpen
| rang   | atleet         | prestatie |
| ------ | -------------- | --------- |
| Goud   | Philip Milanov | 55,44 m   |
| Zilver | Edwin Nijs     | 52,35 m   |
| Brons  | Ben Gettemans  | 49,91 m   |

| rang   | atlete             | prestatie |
| ------ | ------------------ | --------- |
| Goud   | Veerle Blondeel    | 49,06 m   |
| Zilver | Annelies Peetroons | 48,60 m   |
| Brons  | Anouska Hellebuyck | 46,62 m   |

### Speerwerpen
| rang   | atleet                | prestatie |
| ------ | --------------------- | --------- |
| Goud   | Tom Goyvaerts         | 74,05 m   |
| Zilver | Timothy Herman        | 73,46 m   |
| Brons  | Vincent Van Den Bosch | 68,76 m   |

| rang   | atlete           | prestatie |
| ------ | ---------------- | --------- |
| Goud   | Melissa Dupré    | 54,06 m   |
| Zilver | Nafissatou Thiam | 45,17 m   |
| Brons  | Sarah Vermeir    | 44,74 m   |

### Hamerslingeren[3]
| rang   | atleet             | prestatie |
| ------ | ------------------ | --------- |
| Goud   | Nicolas Pierre     | 64,20 m   |
| Zilver | Walter De Wyngaert | 59,52 m   |
| Brons  | Tim De Coster      | 58,32 m   |

| rang   | atlete            | prestatie |
| ------ | ----------------- | --------- |
| Goud   | Jolien Boumkwo    | 58,67 m   |
| Zilver | Patricia Blondeel | 54,72 m   |
| Brons  | Irina Sustelo     | 53,95 m   |

1889 · 
1890 · 
1891 · 
1892 · 
1893 · 
1894 · 
1895 · 
1896 · 
1897 · 
1898 · 
1899 · 
1900 · 
1901 · 
1902 · 
1903 · 
1904 · 
1905 · 
1906 ·
1907 ·
1908 · 
1909 · 
1910 · 
1911 · 
1912 · 
1913 · 
1914 · 
1919 · 
1920 · 
1921 · 
1922 · 
1923 · 
1924 · 
1925 · 
1926 · 
1927 · 
1928 · 
1929 · 
1930 · 
1931 · 
1932 · 
1933 · 
1934 · 
1935 · 
1936 · 
1937 · 
1938 · 
1939 · 
1940 · 
1941 · 
1942 · 
1943 · 
1944 · 
1945 · 
1946 · 
1947 · 
1948 · 
1949 · 
1950 · 
1951 · 
1952 · 
1953 · 
1954 · 
1955 · 
1956 · 
1957 · 
1958 · 
1959 · 
1960 · 
1961 · 
1962 · 
1963 · 
1964 · 
1965 · 
1966 · 
1967 · 
1968 · 
1969 · 
1970 · 
1971 · 
1972 · 
1973 · 
1974 · 
1975 · 
1976 · 
1977 · 
1978 · 
1979 · 
1980 · 
1981 · 
1982 · 
1983 · 
1984 · 
1985 · 
1986 · 
1987 · 
1988 · 
1989 · 
1990 · 
1991 · 
1992 · 
1993 · 
1994 ·
1995 · 
1996 · 
1997 · 
1998 · 
1999 · 
2000 · 
2001 · 
2002 · 
2003 · 
2004 · 
2005 · 
2006 · 
2007 · 
2008 · 
2009 · 
2010 · 
2011 · 
2012 · 
2013 · 
2014 · 
2015 · 
2016 · 
2017 · 
2018 · 
2019 · 
2020 · 
2021 · 
2022 · 
2023 · 
2024